# Muhamed Bešić
Muhamed Bešić (* 10. September 1992 in Berlin, Deutschland) ist ein bosnisch-herzegowinischer Fußballspieler. Er steht bei FK Spartak Subotica unter Vertrag und wird als Innenverteidiger, rechter Außenverteidiger oder defensiver Mittelfeldspieler eingesetzt.

## Leben
Muhamed Bešić kam als Sohn einer Einwandererfamilie aus Bosnien-Herzegowina in Berlin zur Welt.

## Vereinskarriere

### Jugend
Bešić spielte in seiner Jugend bei der SpVgg Tiergarten und den Reinickendorfer Füchsen, bevor er in der B-Jugend zu Tennis Borussia Berlin wechselte. Dort fiel er dem bosnisch-herzegowinischen Fußball-Verband auf und durch seine Berufung in die U19-Nationalmannschaft auch dem Hamburger SV, zu dem er im Juli 2009 in die U-19 (A-Jugend) wechselte.

### Hamburger SV
Beim Hamburger SV erhielt Bešić zur Saison 2010/11 einen Profivertrag, den er am 4. November 2010 bis zum 30. Juni 2013 verlängerte.
Aufgrund vieler Verletzter im Profikader gab Bešić am 12. Spieltag der Saison 2010/11 bei der Niederlage gegen Borussia Dortmund sein Debüt, als er in der 80. Minute für Guy Demel eingewechselt wurde. Sein Startelf-Debüt folgte am Spieltag darauf: Er ersetzte bei der 3:2-Auswärtsniederlage gegen Hannover 96 den verletzten Joris Mathijsen über die komplette Spielzeit in der Innenverteidigung. In der folgenden Rückrunde wurde Bešić nicht mehr für den Profikader berücksichtigt und spielte ausschließlich in der zweiten Mannschaft. Bešić absolvierte auch unter Trainer Michael Oenning den Spielbetrieb in der zweiten Mannschaft. Dies änderte sich unter dem neuen Coach Thorsten Fink zunächst nicht. Bešić nahm in der Folge nicht mehr am Training der Profis teil. Erst im Februar 2012 ließ Fink Bešić wieder am Training teilnehmen, um sich ein Bild vom Spieler machen zu können. Ende März wurde er gemeinsam mit Romeo Castelen in die U23 versetzt. Zuerst wurde als Grund angegeben, Fink wolle im Abstiegskampf den Trainingskader verkleinern, um konzentrierter arbeiten zu können. Wenige Tage später wurde bekannt, dass Fink Bešić am Kragen gepackt und aus der Kabine geworfen hatte. Grund hierfür war, dass Bešić die Anweisungen von Konditionstrainer Markus Günther nicht erfüllt und sich lustlos präsentiert hatte.
Im April 2012 absolvierte er ein Probetraining beim Zweitligisten SG Dynamo Dresden. Zu einem Engagement kam es allerdings nicht, sodass Bešić mit dem Profiteam des HSV in die Vorbereitung auf die Spielzeit 2012/13 ging. Dort kam er wieder zu Einsätzen in Testspielen.

### Ferencváros Budapest
Gegen Ende der Transferperiode absolvierte Bešić ein Probetraining beim ungarischen Erstligisten Ferencváros Budapest. Am 31. August 2012 wurde er verpflichtet.

### Zeit in England
Zur Saison 2014/15 wechselte Bešić in die Premier League zum FC Everton. Er unterschrieb einen Fünfjahresvertrag bis zum 30. Juni 2019.
Im Januar 2018 schloss sich Bešić leihweise für den Rest der Saison dem englischen Zweitligisten FC Middlesbrough an. Nachdem der Innenverteidiger zu Saisonbeginn 2018/19 zwischenzeitlich zum FC Everton zurückgekehrt war, wurde er im August 2018 abermals nach Middlesbrough verliehen. Im August 2019 folgte eine weitere Leihe, nunmehr für eine Spielzeit an den Erstligisten Sheffield United, bevor er zur Saison 2020/21 ein weiteres Mal nach Liverpool zum FC Everton zurückkehrte.

### Rückkehr zu Ferencváros
Zur Saison 2021/22 wechselte Bešić erneut zu Ferencváros Budapest. Mit der Mannschaft wurde er 2022, 2023 und 2024 dreimal hintereinander ungarischer Meister und 2022 zudem auch Pokalsieger.

## Nationalmannschaft
Bešić wurde erstmals für ein A-Länderspiel der bosnisch-herzegowinischen Nationalmannschaft nominiert. Die Begegnung fand am 17. November 2010 gegen die Slowakei statt. Bei diesem Spiel gab er auch sein Debüt, als er in der 79. Spielminute für Ognjen Vranješ eingewechselt wurde. Bosnien-Herzegowina gewann dieses Spiel mit 3:2.
Bešić war Teil des bosnischen Kaders bei der Fußball-Weltmeisterschaft 2014. Er absolvierte alle drei Gruppenspiele über die volle Spielzeit.